# آرثر باركلي (سياسي)
آرثر باركلي (بالإنجليزية: Arthur Barclay)‏ هو لاعب كرة سلة وسياسي أمريكي، ولد في 29 أبريل 1982. حزبياً، نشط في الحزب الديمقراطي. وقد انتخب عضو جمعية نيوجيرسي العامة.